# 吉田和夫 (民法学者)
吉田 和夫（よしだ かずお、1959年5月 - ）は、埼玉県出身の民法学者。早稲田大学社会科学総合学術院教授。早稲田ポータルオフィス長。専門は民法学、法情報学等。

## 研究
- 昨今のコンピュータ・ネットワークの発展・普及に伴う新たな法律問題に対して、（日本の）伝統的法体系を基礎としつつも、欧米での取り組みや立法状況等を調査・研究している。
- BBS・ブログ・Twitterにおける名誉毀損問題や、PSP等による著作権侵害問題等をも加え、サイバースペースでの法律問題に対して学際的研究を行っている。

## 経歴
- 早稲田大学法学研究科（民事法学専攻）にて民法を専攻（指導教授は故・篠塚昭次早大名誉教授）。1987年から早稲田大学社会科学部助手、早稲田大学社会科学部専任講師（1990年～）、早稲田大学社会科学部助教授（1993年～）を経て、1998年 早稲田大学社会科学部教授。現職は早稲田大学社会科学総合学術院教授 (2004年9月～)。1994年4月から2年間、コロンビア大学ロースクールにて在外研究、2005年～2006年、ロンドン大学にて在外研究。

## 学歴
- 1978年 - 埼玉県立松山高等学校卒業
- 1982年 - 早稲田大学法学部卒業
- 1984年 - 早稲田大学法学研究科（修士）修了
- 1990年 - 早稲田大学法学研究科（博士）単位取得満期退学

## 著書

### 単著
- 『民法入門』学陽書房、2006年4月。ISBN 978-4313313033。
- 『民法学習ガイダンス』電子書籍、2011年4月。
- 『私法入門（Part.1)』電子書籍、2016年4月。

### 共編著
- 内田勝一・浦川道太郎・鎌田薫編 編『現代の都市と土地私法』有斐閣、2001年6月。ISBN 978-4641132634。
- 内田勝一・山崎敏彦編 編『借地・借家の裁判例 紛争の実態がよくわかる』（第2版）有斐閣〈生活紛争裁判例シリーズ〉、2001年12月。ISBN 978-4641132832。
- 板橋郁夫・家崎宏・湯浅道男・若原紀代子・藤井俊二編 編『民法判例30講〔債権法〕』成文堂、2004年9月。ISBN 978-4792324551。
- 吉田和夫・大木満・大野武編著 編『市民生活関係法の新たな展開 大西泰博先生古稀記念論文集』有斐閣、2019年1月。ISBN 978-4767002293。

## 受賞歴
- 1988年河上記念財団第29回懸賞論文第三グループ佳作

## 論文
- 「アメリカ契約法における未成年者保護法理」 早稲田社会科学研究（早稲田大学社会科学学会）1995年10月
- 「シュリンクラップ・ライセンス契約の法的性質」 早稲田社会科学研究（早稲田大学社会科学学会）1996年3月
- 「電子商取引と書面性」 早稲田社会科学研究 1997年3月
- 「ネットワーク上の名誉毀損－プロバイダーシステムオペレーターの責任を中心に－」早稲田社会科学研究（早稲田大学社会科学学会）1997年10月
- 「IT革命と著作権（「IT革命の多角的検討」(シンポジウム報告））」早稲田社会科学研究 2002年
- Incentives for Counterfeit Spare Parts: A Vietnam Case Study in Motorcycle Industries" in Intellectual Property Rights in Developing    Countries（ koji domon と共著）2012年 Koji Domon, Tran Dihn Lam and Simrit Kaur, Conference Proceedings